# Lijepa naša domovino
Lijepa naša domovino (v doboesednem prevodu Lepa naša domovina) ali krajše Lijepa naša je državna himna Republike Hrvaške.
Avtor besedila je Antun Mihanović, ki je pesem Horvatska domovina s skupno 14 kiticami objavil leta 1835 v reviji Danica. Za himno so vzeli prvi in zadnji dve kitici, ki so ju pozneje še rahlo spremenili.
Niti čas nastanka niti avtor melodije nista zagotovo znana. Danes velja prepričanje, da jo je konec 40. let 19. stoletja uglasbil Josif Runjanin, ki sicer ni imel formalne glasbene izobrazbe. Nekateri menijo, da je za osnovo vzel melodijo iz opere Lucia di Lammermoor Gaetana Donizettija.
Prvi jo je leta 1861 predelal Vatroslav Lichtenegger, za himno pa se danes uporablja izvedba Franja Dugana starejšega. Današnji naslov se je dokončno uveljavil v 90. letih 19. stoletja.
Pesem se je v 19. stoletju pela ob svečanih priložnostih, leta 1891 pa se pod naslovom Lijepa naša prvič omenja kot »hrvaška himna«, kar je neuradno bila vse do 29. februarja 1972, ko je tudi uradno postala himna Socialistične republike Hrvaške in po letu 1991 državna himna Republike Hrvaške. Leta 1990 je Sabor z zakonom določil notni zapis in besedilo (spodaj).

## Besedilo
| Lijepa naša domovino Lijepa naša domovino, Oj junačka zemljo mila, Stare slave djedovino, Da bi vazda sretna bila. Mila kano si nam slavna, Mila si nam ti jedina, Mila kuda si nam ravna, Mila kuda si planina. Teci Dravo, Savo teci, Nit ti Dunav silu gubi, Sinje more, svijetu reci, Da svoj narod Hrvat ljubi. Dok mu njive sunce grije, Dok mu hrašće bura vije, Dok mu mrtve grobak krije, Dok mu živo srce bije. | Naša lepa domovina (neuradni prevod) Naša lepa domovina, o, junaška, zemlja mila, stare slave dediščina, da bi vselej srečna bíla. Ljuba kakor tudi slavna, ljuba si nam ti, edina, ljuba tamkaj, kjer si ravna, ljuba, kjer ti je višina. Teci Drava, Sava, teci, Donava, močí ne izgúbi, sinje morje, svetu reci, da Hrvat svoj narod ljubi. Ko mu v njive sonce sije, ko mu hraste burja vije, ko mu mrtve zemlja krije, ko srce mu živo bije. |